# 葛原冷蔵
葛原冷蔵株式會社（くずはられいぞう-、1922年（大正11年） 設立 - 1925年（大正14年） 倒産改称）は、かつて存在した日本の海運会社である。日本初の食品の機械冷凍を行った企業として知られる。

## 略歴・概要
山口県出身の葛原猪平が、日本の豊富な水産資源をアメリカ式の低温流通させようと、1920年（大正9年）、北海道森町、気仙沼等、全国各地に冷蔵庫を建設したのをきっかけに、2年後の1922年（大正11年）、設立された。同年、1,500トン級の冷蔵運搬船を横濱船渠に発注している。
翌1923年（大正12年）、政府が冷蔵庫、冷蔵運搬船建造に対して資金助成を開始し、冷蔵運搬船の改造・新造する企業が増加した。しかし、北洋漁業の閑期には大型冷蔵船を満載にはできず、当時の日本の食習慣から、生食ではない魚を消費者に受け入れられなかった。同社は、八千代生命保険に援助を仰ぎ、八千代生命の資金を藤本ビルブローカー銀行を通じて投入、星製薬にも資金供給を仰いだが、資金繰りに詰まることとなる。
1925年（大正14年）5月には会社の整理方向に向かい、同年10月23日には、八千代生命保険からの巨額の固定的負債を報道され、商工省が八千代生命に対し、星製薬、東亜キネマとともに同社への合計約120万円の即時回収、星製薬とともに同社の不良株券評価整理もしくは償却が命令されている。
1926年（大正15年）3月26日、同社は株主総会を開き、「東洋冷蔵株式会社」と改称すること、取締役に美濃部俊吉（美濃部達吉の兄、美濃部洋次の父）、倉地鉄吉、藤村一松の3名、監査役に福田亮輔が就任する件を即決可決した。東洋冷蔵と改称し、東洋冷蔵の社長には美濃部俊吉が就任、葛原は退陣した。
その後、1927年（昭和2年）から1928年（昭和3年）にかけて、資産のうち、芝浦冷蔵庫、青森冷蔵庫、および冷凍運搬船の江浦丸、幸光丸、海光丸は、最大債権者の藤本ビルブローカー銀行が差し押さえ、日魯漁業（現在のマルハニチロ食品）に売却、日魯は東洋冷蔵を買収し、さらに旧葛原冷蔵所有で債権者の大同冷蔵が所有していた長光丸も買収した。
現存する東洋冷蔵株式会社は1948年（昭和23年）10月 の開業であり、同社とは無関係である。
森工場は同社破綻後、北海道拓殖銀行の所有となったのち、1934年(昭和9年)に合同水産工業が買収。会社の合併、分割を経て現在はニチレイフーズ森工場となっている。

## 所有した冷凍船
- 江浦丸 - 1900年8月 三菱合資会社三菱造船所（現在の三菱重工業長崎造船所）建造・進水
1921年 葛原猪平が買収・冷蔵運搬船に改造、1925年 葛原冷蔵に移籍
1928年 藤本ビルブローカー銀行東京支店に売却、1929年 日魯漁業横浜支社に売却
- 幸光丸 - 1922年6月 横濱船渠建造・進水
1927年 葛原冷蔵から藤本ビルブローカー銀行横浜支店に移籍、1928年 日魯漁業横浜支社に売却
- 海光丸 - 1922年7月 横濱船渠建造・進水
1926年 葛原冷蔵から藤本ビルブローカー銀行東京支店に移籍、1927年 日魯漁業横浜支社に売却
- 滿光丸 - 1923年2月 横濱船渠建造・進水
1927年 葛原冷蔵から日魯漁業横浜支社に売却
- 豐光丸 - 1923年3月 横濱船渠建造・進水
1927年 葛原冷蔵から日魯漁業横浜支社に売却
- 大光丸 - 1923年7月 横濱船渠建造・進水
1927年 葛原冷蔵から日魯漁業横浜支社に売却
- 長光丸 - 1923年12月 三菱造船株式会社長崎造船所建造・進水
1927年 葛原冷蔵から大同冷蔵横浜支社に売却、1928年 日魯漁業横浜支社に売却

## 関連事項
- 八千代生命保険
- 星製薬
- 藤本ビルブローカー銀行

## 註
1. ↑  『大阪毎日新聞』掲載の1925年10月23日付記事「八千代問題に関連し商相の保険取締談」（神戸大学附属図書館新聞記事文庫）の記述を参照。
2. ↑  『大阪朝日新聞』掲載の 1925年12月29日付記事「八千代生命に商工省から整理改善命令」（註1と同サイト別ページ）の記述を参照。
3. ↑  『大阪毎日新聞』掲載の1926年3月27日付記事「葛原冷蔵改名 東洋冷蔵会社と」（註1と同サイト別ページ）の記述を参照。
4. ↑  現行の「東洋冷蔵株式会社」公式サイト「東洋冷蔵株式会社ホームページ 会社概要」の記述を参照。
5. ↑  「北海道森町の「日本冷凍食品事業発祥之地」記念碑」『ニチレイ75年史』株式会社ニチレイ、2022年2月、11頁。2022年11月9日閲覧。